# Lepthyphantes emarginatus
Lepthyphantes emarginatus este o specie de păianjeni din genul Lepthyphantes, familia Linyphiidae, descrisă de Fage, 1931.
Este endemică în Algeria. Conform Catalogue of Life specia Lepthyphantes emarginatus nu are subspecii cunoscute.